# مگر آنکه از روی جنازه‌اش رد شوی
مگر آن که از روی جنازه‌اش رد شوی (به انگلیسی: Over Her Dead Body) یک فیلم کمدی رمانتیک آمریکایی محصول سال ۲۰۰۸، به نویسندگی و کارگردانی جف لوول و با بازی اوا لونگوریا، پل راد، لیک بل و جیسن بیگز است.
این فیلم در مورد کیت (اوا لونگوریا) است که در روز عروسی خود با نامزدش هنری (پل راد)، جان خود را از دست می‌دهد. هنری پس از مرگ نامزدش رابطهٔ دیگری را با روانی اشلی (لیک بل) که توسط کیت تسخیر شده شروع می‌کند.
این فیلم در تاریخ ۱ فوریه ۲۰۰۸ در ایالات متحده و کانادا اکران شد.

## بازیگران
| ردیف | عنوان             | نقش                 | توضیحات    |
| ---- | ----------------- | ------------------- | ---------- |
| ۱    | اوا لونگوریا      | کاترین «کیت» اسپنسر |            |
| ۲    | پل راد            | دکتر هنری میلز      |            |
| ۳    | لیک بل            | اشلی کلارک          |            |
| ۴    | جیسن بیگز         | دن سیانیدیس         |            |
| ۵    | لیندسی اسلون      | کلویی میلز          |            |
| ۶    | آلی هیلیس         | کارن                |            |
| ۷    | استیون روت        | مجسمه یخی ساز       |            |
| ۸    | دبلیو مورگان شپرد | پدر مارکس           |            |
| ۹    | وندی مک‌لندن کاوی  | لونا                |            |
| ۱۰   | دبورا تیکرچ       | مری                 |            |
| ۱۱   | جک کانلی          | راننده تاکسی        |            |
| ۱۲   | کالین فیکلز       | دان                 |            |
| ۱۳   | میشا کالینز       | برایان              |            |
| ۱۴   | اوون ویلسون       | پسر پشت تلفن        | ساخته نشده |